# تفجير الحلة (آذار 2016)
تفجير الحلة هو تفجير إرهابي إستهدف إحدى السيطرات الأمنية في شمال مدينة الحلة، أعلن تنظيم داعش مسؤوليته عن التفجير الإنتحاري الذي أستهدف سيطرة الاثار عند المدخل الشمالي لمدينة الحلة. وكان الإنتحاري قد إستهدف أحد السيطرات في مدينة الحلة كبرى مدن محافظة بابل.